# Setodes kadrava
Setodes kadrava är en nattsländeart som beskrevs av Schmid 1987. Setodes kadrava ingår i släktet Setodes och familjen långhornssländor. Inga underarter finns listade i Catalogue of Life.